# Prunus brasiliensis
Prunus brasiliensis là loài thực vật có hoa trong họ Hoa hồng. Loài này được (Cham. & Schltdl.) D. Dietr. miêu tả khoa học đầu tiên.